# IC 1408
IC 1408 је лентикуларна галаксија у сазвјежђу Јарац која се налази на листи објеката дубоког неба у Индекс каталогу.
Деклинација објекта је - 13° 20' 47" а ректасцензија 21h 53m 8,9s. Привидна величина (магнитуда) објекта IC 1408 износи 14,1 а фотографска магнитуда 15,1. IC 1408 је још познат и под ознакама MCG -2-55-7, NPM1G -13.0545, PGC 67574.